# Liste der Naturdenkmale in Münchweiler an der Alsenz
Die Liste der Naturdenkmale in Münchweiler an der Alsenz nennt die im Gemeindegebiet von Münchweiler an der Alsenz ausgewiesenen Naturdenkmale (Stand 28. März 2024).

## Naturdenkmale
| Nr.         | Bezeichnung            | Lage                                           | Beschreibung                                  | Bild                                    |
| ----------- | ---------------------- | ---------------------------------------------- | --------------------------------------------- | --------------------------------------- |
| ND-7333-086 | Linde am Rentamt       | Hauptstraße, bei Nr. 9 Lage                    | Tilia cordata; 10 m hoch bei 1,3 m Umfang     | Direkt Bild zu diesem Denkmal hochladen |
| ND-7333-091 | Acht Schwarzerlen      | innerorst entlang der Alsenz Lage              | Alnus glutinosa, acht Bäume; bis zu 12 m hoch | Direkt Bild zu diesem Denkmal hochladen |
| ND-7333-143 | Eiche auf dem Friedhof | Schulstraße, bei Nr. 100 auf dem Friedhof Lage | Quercus sp.                                   | Direkt Bild zu diesem Denkmal hochladen |

## Ehemalige Naturdenkmale
| Nr. | Bezeichnung   | Lage                              | Beschreibung                                                                         | Bild                                    |
| --- | ------------- | --------------------------------- | ------------------------------------------------------------------------------------ | --------------------------------------- |
|     | Rosskastanien | innerorts entlang der Alsenz Lage | Aesculus hippocastanum, mehrere Bäume; bis zu 12 m hoch; Rechtsverordnung aufgehoben | Direkt Bild zu diesem Denkmal hochladen |